# Atarba (Atarba) unilateralis
Atarba (Atarba) unilateralis is een tweevleugelige uit de familie steltmuggen (Limoniidae). De soort komt voor in het Neotropisch gebied.